# Ivan Senoner

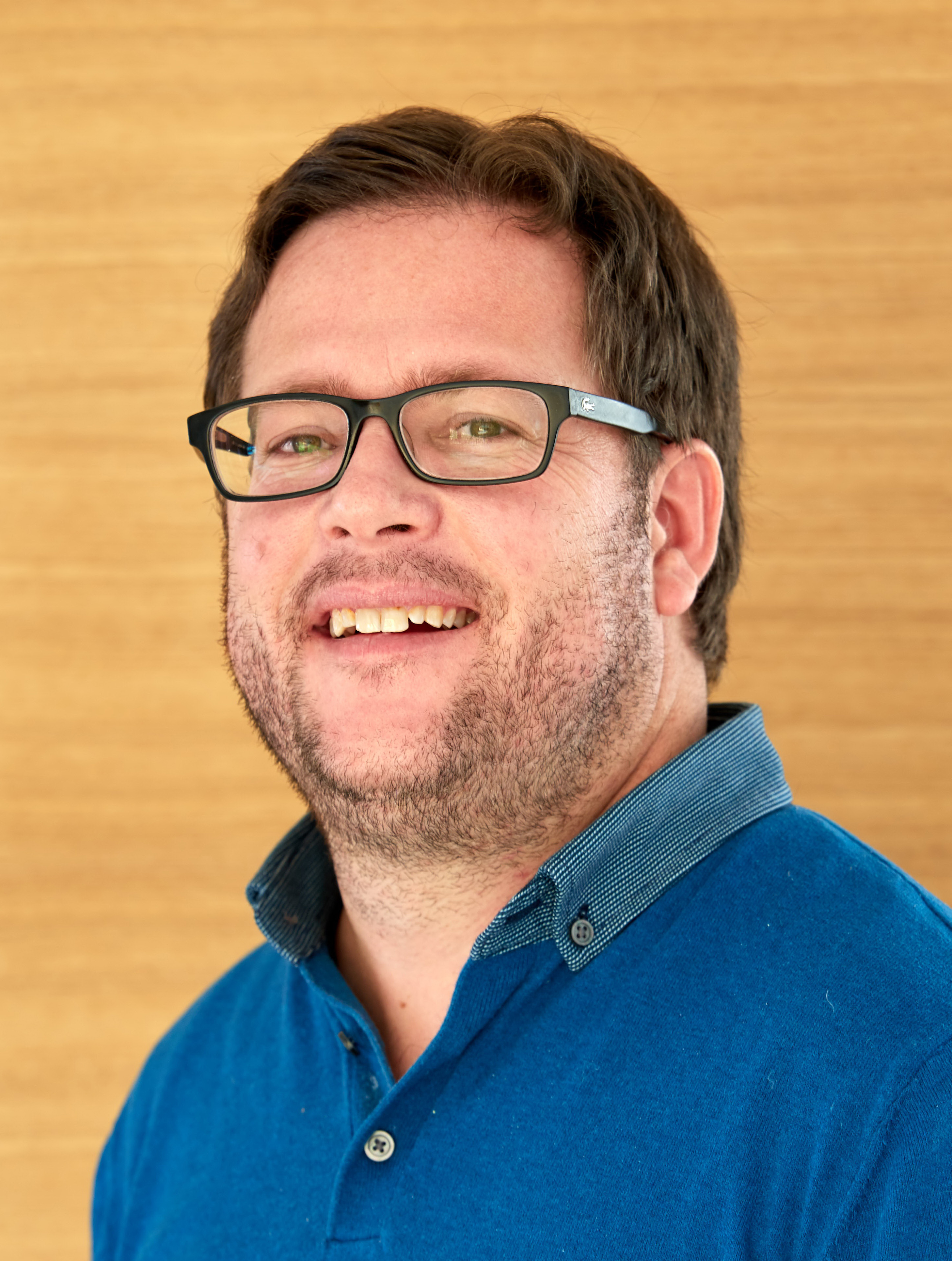
Ivan Senoner hat mehrere ladinische Romane veröffentlicht

Ivan Senoner (* 11. August 1978 in Bozen) ist ein italienischer Schriftsteller ladinischer Muttersprache.

## Lebenslauf
Senoner ist ladinischer Muttersprache und lebt in Wolkenstein, wo er an der Mittelschule „Arcangiul Lardschneider“ Ladinisch und Geografie unterrichtet. Nach der Pflichtschule besuchte er das Realgymnasium in Bozen und studierte anschließend „Lettere, indirizzo filosofico“ (moderne Sprachen) an der Universität Trient.
Nach den ersten Schreibversuchen, wo er sich vorwiegend Gedichten widmete, gewann er im Jahr 2004 und 2008 die ersten beiden Ausschreibungen des Literaturpreises Auturs ladins scrî... (Ladinische Autoren schreiben). Dies gelang ihm mit den ladinischen Werken Die Lust auszubrechen und Hinunterspülen.
Bei der dritten Ausschreibung (2012) wurde ihm für den historischen Kriminalroman Es war einmal in Gröden ein Sonderpreis verliehen. Der Roman umfasst die Zeit der Option, die 1970er-Jahre des Wirtschaftsbooms, die 1980er-Jahre des Wohlstands und die 2000er-Jahre der Unsicherheiten. Die Handlungen wechseln sich zeitlich mit Vor- und Rückblenden ab und spielen jeweils in Gröden aus der Sicht eines 21-jährigen Hauptdarstellers.
2007 verfasste er das Drehbuch für den Film Schatten des Col de Flams, welches unter der Regie von Matthias Höglinger verfilmt wurde. Durch die Zusammenarbeit mit dem Liedermacher Tobias Dellago entstand 2014 das Hörbuch Fabio, mit Liedern von Dellago und der Gruppe Secco. Das Buch wurde auch ins Englische übersetzt.
2018 gewann Senoner mit dem Buch Das Testament des Wolfes den ersten Preis beim ladinischen Literaturwettbewerb Scribo in der Seniorkategorie. Es handelt sich dabei um einen Abenteuerroman, in dem sich die Welt der Dolomitensagen mit einer engmaschigen Schatzsuche verstrickt.
Der ladinische Autor hat unter anderem verschiedene Gedichte veröffentlicht. Senoner betätigt sich auch als freier Mitarbeiter des Rundfunks Rai Ladinia, hat bei verschiedenen didaktischen Projekten mitgearbeitet und ist Mitglied der SAAV (Südtiroler Autorinnen- und Autorenvereinigung). Außerdem war er auch Mitgründer der mehrsprachigen Satirezeitung „Puhin“. Von 2015 bis 2020 war er in St. Ulrich in Gröden als Gemeindereferent für Kultur, Jugend, Handwerk und Sport tätig.

## Werke
- 2004 La ueia de pië via (deutsch: Die Lust auszubrechen, Kurzroman) In: Auturs ladins scrî... Balsan: Assessorat por la Cultura Ladina, S. 23–84.
- 2007 Dumbries de Col de Flam (deutsch: Schatten des Col de Flams, Drehbuch unter der Regie von Matthias Höglinger)
- 2008 Tré l’ega. Na lijënda moderna (deutsch: Hinunterspülen, Roman)
- 2012 L fova n iede te Gherdëina. Na saga de cater families tres trëi generazions (deutsch: Es war einmal in Gröden. Saga von vier Familien durch drei Generationen, historischer Roman), Bozen, ISBN 978-88-6669-031-3
- 2014 Fabio, (Hörbuch in Zusammenarbeit mit Tobias Dellago)
- 2020 L testamënt dl lëuf (deutsch: Das Testament des Wolfes, Roman), Bozen, ISBN 978-88-6669-095-5

## Preise
- "Auturs Ladins Scrî 2004", erster Preis
- "Auturs Ladins Scrî 2008", erster Preis
- "Auturs Ladins Scrî 2012", Sonderpreis der Jury
- "Scribo 2018", erster Preis

## Andere Tätigkeiten
- 2009–2013 freier Mitarbeiter der mehrsprachigen Satirezeitung „Puhin“
- Ab 2009 freier Mitarbeiter beim Radio-TV Rundfunk RAI Ladinia